# Resolució 1465 del Consell de Seguretat de les Nacions Unides
La Resolució 1465 del Consell de Seguretat de les Nacions Unides fou adoptada per unanimitat el 13 de febrer de 2003. Després de reafirmar la resolució 1373 (2001), i la necessitat de combatre per tots els mitjans les amenaces a la pau i la seguretat internacionals creades per actes terroristes, va condemnar el atemptat amb bomba comès a Bogotà, Colòmbia, el 7 de febrer de 2003.
El Consell de Seguretat va reafirmar la necessitat de lluitar contra les amenaces a la pau i la seguretat internacionals causades per actes terroristes i va condemnar l'atac bomba a la capital colombiana en què es van perdre moltes vides i moltes persones van resultar ferides. Va expressar el seu profund pesar i condolences al poble i al govern de la Colòmbia i a les víctimes de l'atemptat i les seves famílies.
La Resolució va instar a tots els Estats al fet que, de conformitat amb les obligacions que li competeixen en virtut de la Resolució 1373, cooperessin amb les autoritats colombianes en els seus esforços per identificar i portar davant la justícia als perpetradors, organitzadors i patrocinadors de l'atac terrorista.
Finalment, va expressar la seva determinació de combatre totes les formes de terrorisme.